# 増川弘明
増川 弘明（ますかわ ひろあき、1979年12月20日 - ）は、日本のギタリスト。ロックバンドBUMP OF CHICKENでギターを担当。千葉県佐倉市出身。LONGFELLOW所属。

## 来歴
1979年、千葉県に長男として生まれる。臼井幼稚園ではのちのBUMP OF CHICKENのメンバー全員と出会った。ただし当時は増川と藤原基央、直井由文は升秀夫のことを知らなかったという。
卒園後は直井、升と同じ佐倉市立臼井小学校に進学。合唱部に所属していた（声が高かったためパートはソプラノ）。その後佐倉市立臼井西中学校に進学すると、別の小学校に通っていた藤原と再会。1994年には、文化祭のため、BUMP OF CHICKENの前身バンドが結成される。しかし、ギター担当は増川ではなく別のメンバー（通称「あいつ」）だったため、増川は裏方でスタッフのような役割を担っていた。中学卒業後は升とともに千葉県立佐倉高等学校へ通う。バンドは5人での活動を続けていたが、徐々に「あいつ」のやる気がなくなっていったため、「あいつ」に内緒で増川・升・藤原・直井の4人で大会に出場したところ健闘し、増川が正式メンバーとしてバンドに迎えられることとなった。1996年2月11日、「ティーンズ・ミュージック・フェスティバル'96」に出場し、BUMP OF CHICKENとしての初めての活動を行った。増川は高校卒業後、1浪し中央大学理工学部へ進学。しかし、4年への進級時に研究室に入らなければならなくなり、バンド活動も忙しくなっていたため大学を中退した。

## 人物
- 未年・射手座[1]。血液型A型[1]。

身長178 cm。メンバーの中では1番の長身である。妹が1人いる。左利きだが、箸、ペンは右手を使う。球技（ボウリング、キャッチボール、雪合戦）は左である。視力はあまり良くなく、通常はコンタクト、プライベートでは眼鏡も使用している。歯の噛み合わせが悪く、喋っている途中よく噛む。
中学時代は藤原と仲が良く、両親にエレキギターを持つことを許されていなかった藤原が増川宅にギターを隠していた。増川はそのギターと触れ合い、ギターを始めた。また、大学時代にアルバイトの講師として勤務していた学習塾では英語を教えていた。
BUMP OF CHICKENのシングル『車輪の唄』の隠しトラック「星のアルペジオ」は増川の経験談をもとに作られた曲である。また、『ハルジオン』の裏ジャケットに写っている犬は、増川家の飼い犬・おおじろうである。
愛称は、ヒロで、メンバーやファンからも「ヒロ」と呼ばれることが多いが、以前は「ホセ」や「ニッケ」と呼ばれることがあった。「ホセ」は体がガリガリに痩せていて細いことから、漫画『あしたのジョー』の登場人物であるホセ・メンドーサにちなんでおり、一方「ニッケ」は「日経とJALの2人旅」を「ニッケとジョルノふたりたび」と読み間違えたことに由来する。これらのニックネームは、アルバム『THE LIVING DEAD』に収録されている隠しトラック「THE LIVING DEAD」でも確認することができる。
漫画『ONE PIECE』のファンであると公言している。愛読書は『ジャンプ』と『スピリッツ』。

## 使用機材
左利きだが、前述の通り右利きだった藤原のギターを最初に触っていたため、右利き用のギターを使用している。
- ギター
  - ギブソン レスポール・スタンダード ヒストリック・コレクション（3本[2]）
  - フェンダー ストラトキャスター
  - フェンダー テレキャスター

ライブに関しては、一部の曲を除いてほぼギブソン・レスポールを使用する。レコーディング及び一部のアコースティックライブでは、アコースティックギターを使用している。ギブソン・レスポールに関しては数多く所有している。（カラーも様々）なお、インディーズ時代はギブソンのレスポール・スタジオを使用していた。
- アンプ
  - Hughes & Kettner TRIAMP Mark 3（ヘッド）
  - Mesa Boogie MarkV（ヘッド）
- エフェクター
  - Eventide TimeFactor（ディレイ）
  - Eventide H9 (ハーモナイザー）
  - LINE6 DL4（ディレイ）
  - Shin's music Perfect Volume Hybrid（ボリュームペダル）
  - FREE THE TONE PROGRAMMABLE ANALOG 10 BAND EQ （イコライザー）
  - FREE THE TONE TRI AVATER TA-1H （コーラス）
  - FREE THE TONE FLIGHT TIME FT-1Y （ディレイ）
  - FREE THE TONE SILKY COMP（コンプレッサー）
  - FREE THE TONE RED JASPER（オーバードライブ）
  - FREE THE TONE FINAL BOOSTER（ブースター）
  - FREE THE TONE ARC-3[3](MIDI＆スイッチングシステム）
  - FREE THE TONE ARC-53M （MIDI&スイッチングシステム）